# 东宫门
39°59′52″N 116°16′52″E / 39.9978742°N 116.2810751°E

## 东宫门
东宫门：为颐和园的正门。在东宫门两边有一对造型生动、雕铸精美、象征着皇帝的尊贵和威严的铜狮。门前御道丹陛上之云龙石（俗称“龙垫儿”）雕刻着二龙戏珠，精致生动，神态自如．为乾隆年代的作品，是从圆明园安佑宫废墟上移来的，它是皇帝尊严的象征。清朝，若是大臣犯罪或冲犯门禁，都是用御棍在龙垫上拷打。东宫门外左右有南北两排朝房，原是清官大门侍卫、散秩大臣和紫禁城乾清门侍卫的值班房，为当年被召见的大臣们休息的地方。现在游客们可以进出的东宫门门洞，当年只是供皇帝、皇后、太后三人通行；两旁的小门“罩门”，是当年勤杂人员和其他人员出人之门。清代时，自脾楼至东宫门，设置有木栅栏和‘挡众木”，戒备森严，在当时，是百姓们不可接近的禁地。在改革开放的今天，游客们可以在此尽情观赏。
作为颐和园正门的东宫门五开门，门扇上横竖各排列九行镀金铜钉，喻示着皇权的最高等级。枋间金龙彩画，悬有一块九龙大匾，上有光绪皇帝御笔书写的“颐和园”三个金匾大字字迹苍劲有力，挥洒自如。

## 仁寿门
进入东宫门内，可见两旁古柏参天，绿树成荫，迎面是一座气势恢宏的牌坊式门楼边柱两侧连着红墙，次门为仁寿门。门上悬有用汉、满两种文字书写的匾额。站在门外，映入游客眼帘的是分别矗立在两旁的两块青石陈列，一块像猴，一块像猪，人们称为“猪猴石”，象征孙悟空和猪八戒守卫着皇家大门，典出“西游”。该石也称“双狮镇门”，喻狮。南北两侧相对的平房，是内九卿房，即九卿六部的内值班房。